# Matteo Orsini di Monte Giordano
Matteo Orsini OP (ur. w Rzymie, zm. 18 sierpnia 1340 w Awinionie) – włoski kardynał.

## Życiorys
Urodził się w Rzymie, jako syn Orso Orsiniego di Montegiordano i Francesci del Cardinale. Wstąpił do zakonu dominikanów i w 1294 roku złożył profesję zakonną. Studiował teologię na Uniwersytecie Bolońskim i Paryskim. 20 października 1326 został wybrany biskupem Agrigento, a w listopadzie przyjął sakrę. 15 stycznia 1327 roku został arcybiskupem Manfredonii i pełnił ten urząd do czasu promocji kardynalskiej. 18 grudnia tego samego roku został kreowany kardynałem prezbiterem i otrzymał kościół tytularny Santi Giovanni e Paolo. W latach 1334–1336 pełnił rolę administratora apostolskiego Palermo, a w okresie 1336–1338 był protoprezbiterem. 18 grudnia 1338 został podniesiony do rangi kardynała biskupa Sabiny. Zmarł 18 sierpnia 1340 roku w Awinionie.